# Касама
За едноименния град в Япония вижте Касама (Япония).
Касама (на английски: Kasama) е град в източната част на Северна Замбия. Намира се в Северната провинция на страната, на която е главен административен център. Има жп гара, от която на североизток се пътува до границата с Танзания, а на югозапад до столицата Лусака и вътрешността на страната. Населението му е 101 845 жители, по данни от 2010 г.